# Hatchet III
Hatchet III (bra: Terror no Pântano 3) é um filme norte-americano de 2013, do gênero terror, escrito por Adam Green e dirigido por BJ McDonnel. É a sequência de Hatchet II e o terceiro filme da série Hatchet, iniciada com o filme homônimo. Seu enredo continua a história dos dois primeiros longas-metragens, mostrando os eventos posteriores à luta entre a protagonista Marybeth Dunston e o monstro Victor Crowley, um assassino sobrenatural que assombra um pântano na Louisiana.
Kane Hodder interpretou Victor Crowley pela terceira vez consecutiva, enquanto Danielle Harris voltou no papel de Marybeth pela segunda vez. Zach Galligan, Caroline Williams e Derek Mears apareceram em papéis de apoio. As filmagens principais ocorreram entre maio e junho de 2012 em Nova Orleans, Louisiana. Hatchet III recebeu lançamento limitado nos cinemas dos Estados Unidos em 14 de junho de 2013, sendo simultaneamente disponibilizado em vídeo sob demanda e, posteriormente, em mídia doméstica. A recepção da crítica foi predominantemente desfavorável. Uma sequência, Victor Crowley, estreou em 2017.

## Enredo
Continuando a história do filme anterior, Marybeth luta contra Victor Crowley e aparentemente consegue destruí-lo empurrando-o sobre uma motosserra. Ensanguentada, ela caminha até a delegacia de polícia local, onde é imediatamente algemada e presa sob custódia pelo xerife Fowler. Ela fala sobre o massacre no pântano e Fowley ordena que uma equipe de policiais e paramédicos se dirija até o local. A repórter Amanda, ex-esposa do xerife e pesquisadora da lenda de Crowley, diz a Marybeth que a única forma de acabar com a maldição do pântano é entregando a Crowley os restos mortais do pai dele.
No pântano, Crowley revive e começa a matar os policiais e socorristas. Uma equipe da SWAT liderada por Tyler Hawes assume o controle da operação e inicia uma caçada ao assassino. Amanda paga a fiança de Marybeth ao oficial Winslow e o convence a levar ela e a jovem até a casa de um primo de Crowley que guarda as cinzas do pai do monstro. Enquanto isso, Hawes, sua equipe e os demais policiais são dizimados pela criatura.  A oficial Dougherty, o paramédico Andrew e Fowley conseguem escapar, mas são encurralados pelo monstro em um barco ambulância, de onde o xerife consegue chamar, por rádio, as forças militares.
Após conseguirem a urna com as cinzas, Amanda, Marybeth e Winslow chegam ao pântano. Fowley ouve a voz de Amanda e tenta fazer contato, mas é decapitado por Crowley, que também mata Dougherty. Marybeth entrega a urna a Crowley. Quando ele se aproxima, Winslow atira, mas o monstro se levanta e mata o policial e Amanda. Crowley empala Marybeth em uma árvore, mas a jovem arremessa a urna na cabeça dele, fazendo-o começar a derreter. Ela alcança um lançador de granadas e explode os restos mortais de Crowley. Os militares chegam e Andrew sinaliza para os helicópteros, enquanto Marybeth aparentemente agoniza.

## Elenco
Na ordem dos créditos:
- Danielle Harris como Marybeth Dunston
- Kane Hodder como Victor Crowley
- Zach Galligan como Xerife Fowler
- Caroline Williams como Amanda
- Derek Mears como Tyler Hawes
- Robert D. DoQui como Delegado Winslow
- Cody Snider como Schneiderman
- Rileah Vanderbilt como Dougherty
- Sean Whalen como Randy
- Jason Trost como Hamilton
- Diane Goldner como Elbert
- Parry Shen como Andrew
- John Michael Sudol como Jim
- Sid Haig como Abbott McMullen
- Joel David Moore como Ben (não creditado)[10]

## Produção

### Desenvolvimento
Com o sucesso das vendas em DVD de Hatchet II, a produtora Dark Sky Films deu o sinal verde para Hatchet III em 2011. O diretor e roteirista dos filmes anteriores, Adam Green, afirmou que a série Hatchet foi pensada desde o início como uma trilogia destinada a funcionar como um único filme contando a história do personagem Victor Crowley. Assim, essa seria a razão para cada filme terminar abruptamente e o seguinte começar do momento no qual o anterior parou. O cineasta ressaltou que a terceira parte seria a conclusão da história original que ele se propusera a contar, porém, não descartou a possibilidade de outros filmes serem lançados futuramente na franquia.

### Direção e roteiro
Por estar ocupado trabalhando em outras produções na época e também decidido a ajudar no impulsionamento da carreira de alguém no meio cinematográfico, Green decidiu não dirigir Hatchet III, confiando essa função a uma pessoa por quem tivesse apreço. Todavia, ele roteirizou, produziu e manteve o controle criativo do projeto, tendo a palavra final sobre a edição do filme e na escolha do elenco e do novo diretor. BJ McDonnell, que havia trabalhado como cinegrafista nos dois primeiros longas, foi o escolhido para assumir o comando da terceira parte, sendo essa a sua estreia na direção de um filme. Por meio de uma postagem em um blogue, Green pediu pessoalmente a seus fãs que dessem uma chance ao trabalho de McDonnell e a resposta deles foi positiva, conforme o cineasta verificou em vários sites de horror e redes sociais.
Green comentou que começou a elaborar um possível enredo para o terceiro filme antes de começar a filmar Hatchet II. A produção foi definida como o clímax da história contada na trilogia e, como os elementos centrais da série já estavam estabelecidos, houve espaço para incluir um número bem maior de cenas de ação. Segundo Green, isso tornou essa terceira parte diferente das demais, no sentido que não havia mais necessidade de "explicar a história de Victor Crowley ou quem [eram] todas aquelas pessoas". Para o roteirista, o segundo filme havia apresentado um tom muito sombrio, violento e "meio triste" que confundiu alguns espectadores que esperavam "piadas e bobagens" ao estilo do primeiro longa-metragem; em razão disso, ele procurou recuperar no roteiro de Hatchet III essas características da obra original.
Para manter em sigilo o enredo completo do longa-metragem, as cópias do roteiro entregues ao elenco e à equipe de produção receberam uma marca d'água com o nome do artista ou do integrante da equipe e nenhuma delas tinha as últimas cinco páginas o filme; apenas Green e McDonell sabiam qual seria o final durante a produção. Muitos dos personagens deste filme têm o nome de membros da equipe técnica que trabalhou do filme original, Hatchet (2006). O nome da personagem Mikaela Dougherty, uma das oficiais integrantes da equipe da SWAT, é uma homenagem a Michael Dougherty, diretor da do filme antológico Trick 'r Treat (2007) e amigo de Green.

### Sobre o elenco
Pela terceira vez na franquia, Kane Hodder interpretou Victor Crowley. O artista afirmou que retornou à cinessérie por considerar o personagem uma criação dele e de Green. Ele comentou que, junto ao cineasta, descobriu como "caracterizar o personagem e desenvolvê-lo por meio de três filmes e isso é uma coisa muito gratificante para qualquer ator". Segundo Hodder, essa foi uma experiência que ele não teve no papel pelo qual é mais conhecido, Jason Voorhees, visto que não foi o único ator a interpretar esse personagem. Danielle Harris, em sua segunda participação na série, interpretou novamente a protagonista Marybeth Dunston. Ela aceitou o papel por ter apreciado o roteiro que procurava explorar um lado mais atrevido da personagem, a qual recebeu mais diálogos e cenas de ação em comparação aos filmes anteriores.
Para manter a tradição, iniciada no primeiro filme, de trazer veteranos do cinema de terror para o elenco, foram escalados Zach Galligan (Gremlins), Caroline Williams (The Texas Chainsaw Massacre 2) e Derek Mears (Friday the 13th). Galligan, escalado como xerife Fowler, estava afastado do cinema há vários anos e, mesmo sem ter visto nenhum dos filmes anteriores, aceitou entrar para o projeto motivado pelo entusiasmo da base de fãs da franquia, com a qual ele entrou em contato por meio de pesquisas na internet. Williams, que já havia assistido aos dois primeiros filmes e comparecido à estreia de Hatchet II, entrou para o elenco no papel da repórter Amanda após receber uma ligação inesperada do escritório de Green dois meses antes do início das filmagens. Mears, intérprete de um comandante da SWAT, Tyler Hawes, havia sido convidado para fazer o segundo filme em 2010, mas isso não foi possível devido ao envolvimento do ator com as filmagens de Predators na época.
Robert D. DoQui, filho de Robert DoQui, interpretou o policial Winslow, melhor amigo do xerife Fowler e da repórter Amanda; o ator havia trabalhado como dublê de Eddie Murphy em vários filmes ao longo dos anos e esta foi sua primeira escalação para um filme de terror. Cody Blue Snider, filho de Dee Snider (vocalista do Twisted Sister), também se juntou ao elenco, em seu primeiro papel em um filme. O ator havia trabalhado anteriormente como assistente pessoal do cineasta em Frozen (2010) e como assistente de produção em Hatchet II; ele interpretou o delegado Schneiderman, papel escrito especialmente para ele por Green.
Parry Shen e Rileah Vanderbilt também retornaram à franquia neste filme. Shen esteve presente nas três produções, interpretando personagens diferentes e, no quarto filme da série, Victor Crowley (lançado em 2017), ele reprisou o papel que fez nesta terceira parte, Andrew Yong. Vanderbilt, escalada para o papel de Dougherty, havia aparecido nos longas anteriores caracterizada como a versão jovem de Victor Crowley e também trabalhou como maquiadora principal em ambos os filmes; Hatchet III marca a primeira personagem na qual a atriz usou seu próprio rosto na série. O filme também traz uma participação especial de Sid Haig como Abbott McMullen (um primo racista de Crowley), além de rápidas aparições de Joel David Moore (não creditado) reprisando seu papel do primeiro filme, e do próprio Adam Green.

### Filmagens e efeitos

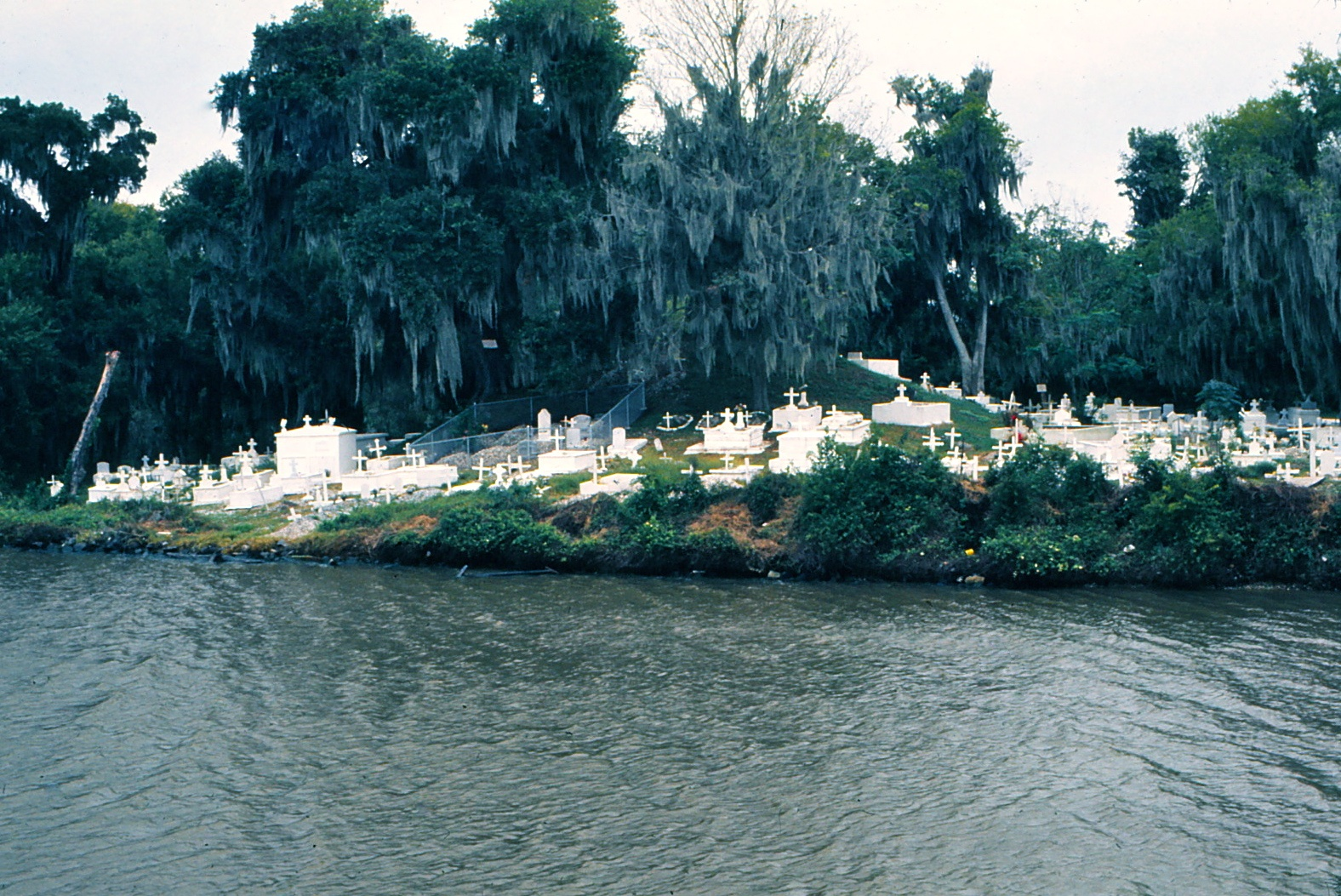
Sob condições ambientais adversas, as cenas principais de Hatchet III foram filmadas em regiões pantanosas da localidade de Jean Lafitte, na Louisiana.

Hatchet III foi filmado em Nova Orleans, Louisiana, entre 30 de maio e 17 de junho de 2012. Filmagens adicionais foram concluídas por volta de 17 de agosto do mesmo ano, em Los Angeles. Alguns pântanos nas proximidades do pequeno vilarejo de Jean Lafitte (Paróquia de Jefferson, Louisiana) foram usados como locações principais, enquanto as sequências da delegacia foram registradas na prefeitura da localidade. Segundo relatos do elenco e da equipe técnica, as filmagens nas regiões pantanosas, feitas durante a noite, foram bastante árduas. Eles tiveram de lidar com um calor sufocante, fortes tempestades de trovões, raios, chuva, alta umidade, lama e uma grande quantidade de insetos. Vários dos profissionais precisaram ser levados ao pronto-socorro após sofrerem picadas de insetos venenosos ou intoxicação por DEET, um produto químico encontrado em repelentes de insetos. A certa altura, Green publicou no Twitter que estava com "48 picadas de bicho-de-pé da cintura para baixo".
O design de Victor Crowley foi o mesmo dos filmes anteriores, porém, desta vez usou-se silicone em vez de espuma de látex para confeccionar a maquiagem do monstro, uma solução encontrada para fazê-lo "transmitir mais emoção". Hodder comentou que esta foi a versão mais assustadora e intimidante da criatura, visto que o silicone o ajudou a "fazer algumas expressões faciais realmente aterrorizantes". Em comparação às duas primeiras produções, o ator também levava menos tempo para aplicar e remover a maquiagem. Contudo, além das adversidades ambientais, as peças de cabeça e ombros pesavam cerca de 18 quilogramas, tornando as filmagens ainda mais extenuantes para Hodder. O sangue cenográfico aplicado sobre ele era xarope de milho, o que atraía muitos insetos. Certo dia, o ator teve de ser levado ao pronto-socorro depois de receber, apenas no braço, 136 picadas de mosquitos. Após a primeira semana de filmagem, Hodder declarou que era o trabalho mais difícil que ele já havia feito.
A sequência em que Victor Crowley (Hodder) encontra-se com Tyler Hawes (Mears), o comandante da caçada ao monstro, causou expectativa em parte do público, pois ambos os atores já haviam interpretado Jason Voorhees na série Friday the 13th e os fãs se empolgaram com a ideia de uma batalha de "Jason contra Jason". Entretanto, o confronto mostrado no filme ocorre após um breve desenvolvimento e termina rápido, contrariando as expectativas de uma luta prolongada entre os personagens. Segundo Hodder, a cena foi desde o início planejada para ser curta, pois a ideia era realmente "enganar o público", surpreendendo-o com a brevidade do momento.
Danielle Harris comentou que suas roupas ficavam tão encharcadas que "poderiam simplesmente ficar de pé por conta própria caso secassem" e que, após cada dia de filmagens no pântano, várias mariposas e outros insetos ficavam aderidos em seu cabelo. Ela enfatizou que as cenas finais em que Marybeth é empalada pelo monstro em um galho foram as mais difíceis de filmar. A árvore, coberta de formigas, teve de ser borrifada com veneno para que Harris pudesse ficar presa ao tronco. Devido a uma falha de comunicação numa sequência que deveria ser feita por sua dublê, a atriz foi empurrada contra a base da planta no momento em que a personagem deveria cair do tronco e, como as almofadas amortecedoras não estavam bem posicionadas no chão, Harris se machucou e ficou com grandes hematomas nos braços. Foram feitas várias tomadas dessas cenas, de modo a assegurar um desfecho ambíguo para a personagem, não deixando claro se ela sobreviveu ou não no final.
Assim como nos dois primeiros filmes, em Hatchet III Green aplicou sua regra pessoal de "zero CGI". Todos os efeitos de maquiagem foram obtidos de forma prática por meio de próteses, látex e silicone, com o objetivo de aproximar o longa-metragem o máximo possível de uma estética cinematográfica retrô. Imagens geradas por computador e aprimoramento digital foram minimamente usados apenas para possibilitar a remoção de cabos de suspensão visíveis em alguma cena ou para consertar quaisquer problemas de câmeras ocorridos durante as filmagens, mas nunca para criar os efeitos especiais. A equipe de efeitos de maquiagem era continuamente desafiada por Green a concretizar cenas de morte muito exageradas e chocantes que poderiam ser realizadas de maneira muito mais fácil por meio da computação gráfica.

### Música
Bear McCreary, que já havia trabalhado nas trilhas sonoras de produções como Battlestar Galactica e The Walking Dead, foi inicialmente anunciado como o compositor da partitura original do filme. Entretanto, a música do longa-metragem acabou ficando a cargo de Scott Glasgow, cujos créditos incluem as trilhas de The Gene Generation e Hack!. Para Hatchet III, Glasgow compôs 14 canções instrumentais que foram reunidas em um álbum de edição especial lançado pela Intrada Records nos Estados Unidos três anos depois da estreia do filme. O disco foi disponibilizado em CD e continha em seu encarte algumas notas do compositor e do diretor do longa-metragem.
A fim de somar a música à tensão e violência intensa do filme, Glasgow usou instrumentos musicais típicos da cultura cajun para compor algumas faixas, incluindo washboards, matracas, caixas de chapéu e as tradicionais colheres cajuns (instrumentos de percussão). Ele também empregou a técnica do motivo, com a finalidade de criar um "caos musical desafiador" por meio do uso de cordas deslizantes e graves, clusters de metal, percussão intensa e fortissimo de piano. Além das peças instrumentais de Glasgow, também é usada no filme a canção "Hail, Genocide" (não incluída no álbum da trilha sonora), cantada pela banda Gwar e cortesia da Metal Blade Records.

## Recepção

### Lançamento
Em 2013, quatro novos clipes do filme vazaram na internet, bem como imagens das gravações e um trailer. Hatchet III foi exibido pela primeira vez em um evento de arrecadação de fundos promovido por Adam Green, dedicado às vítimas do atentado à Maratona de Boston de 2013. O longa-metragem foi lançado simultaneamente nos cinemas e em serviços de vídeo sob demanda em 14 de junho de 2013 e, em 13 de agosto do mesmo ano, foi disponibilizado em mídia doméstica. Como Hatchet II causou controvérsia por problemas de classificação etária com a Motion Picture Association of America, os quais culminaram no cancelamento da exibição do filme na rede de cinemas da AMC, Hatchet III teve lançamento limitado em cinemas independentes, ao contrário das duas produções anteriores.

### Crítica
Nos agregadores de críticas mais conhecidos, Hatchet III recebeu avaliações mistas. No Rotten Tomatoes, o filme é aprovado por 57% dos críticos especializados e tem uma pontuação média de 4,5 em 10, com base em 23 críticas disponibilizadas no agregador. Quanto ao público que acessa o site, é avaliado positivamente por 39% dos espectadores. O Metacritic, que atribui uma nota média normalizada a partir de 100 revisões de críticos profissionais, deu 25 pontos ao longa, com base em oito avaliações, o que indica "críticas predominantemente desfavoráveis". Os usuários do agregador, por sua vez, atribuíram-lhe uma nota média de 5,5 em 10.
Neil Genzlinger, em resenha no The New York Times, comentou que o longa está "ocupado demais com desmembramentos e tiroteios para se preocupar em ser inteligente". Escrevendo para o New York Post, V.A. Musetto opinou que o filme "parece assustador, mas existem poucas emoções reais". Na escala de A a F do A.V. Club, Nick Schager classificou Hatchet III com uma nota D, e o descreveu como "um filme que parece uma longa e tediosa piada interna para fanboys". Drew Hunt, da Slant Magazine, atribuiu-lhe uma estrela (quatro possíveis), considerando o trabalho de McDonnell uma mera "imitação impensada" do estilo de direção de Green. Joe Neumaier, do New York Daily News, classificou o longa com zero estrelas e opinou que "o pessoal que gosta dessas coisas certamente ficará empolgado. Qualquer outra pessoa, nem tanto".
A revista The Hollywood Reporter afirmou que e o ritmo acelerado, a violência explícita e a presença de veteranos do horror no elenco são suficientes para agradar os fãs do gênero, mesmo que os efeitos especiais muitas vezes não convençam e a execução deixe a desejar, tornando o longa mais confuso e agitado visulamente do que seus dois antecessores. Joe Leydon, da Variety, comentou que "há algo curiosamente desanimador neste último e menor lançamento da franquia cult favorita"; o crítico também notou que, diferente dos dois primeiros longas, este não apresenta nudez de nenhum tipo, mas exibe "partes do corpo cortadas, rasgadas e abusadas mais do que suficiente para manter seu público-alvo feliz". Em crítica no Village Voice, Rob Staeger escreveu que "Hatchet III é um banquete para os fãs de esventramento", mas ficou decepcionado com a passividade da personagem Marybeth, que "obtém sua condição de final girl meramente por ser a última pessoa a ser vista [na tela]".

## Sequência
Um quarto filme da série Hatchet, intitulado Victor Crowley, foi anunciado em 22 de agosto de 2017. Descrito como um reboot da franquia, o longa foi escrito e dirigido por Adam Green e filmado secretamente. Kane Hodder reinterpreta Crowley enquanto Parry Shen retorna em seu papel de Andrew Yong, sobrevivente de Hatchet III. Em outubro do mesmo ano, a produção foi exibida em alguns cinemas dos Estados Unidos como parte do evento "Victor Crowley Road Show", promovido pela Dark Sky Films em comemoração ao aniversário de dez anos do filme original, bem como em festivais de cinema internacionais. Um teaser trailer foi lançado um dia após o anúncio do filme.